# Trường Trung học cơ sở Chùa Hang II
Trường Trung học cơ sở Chùa Hang II (trước đây là trường cấp II Năng khiếu Đồng Hỷ) được thành lập năm 1992. Là một trường Trung học cơ sở toạ lạc tại tổ dân phố số 4, phường Chùa Hang, thành phố Thái Nguyên, tỉnh Thái Nguyên (nguyên trước đây thuộc tổ dân phố số 7, thị trấn Chùa Hang, huyện Đồng Hỷ).

## Lịch sử hình thành
Trường THCS Chùa Hang II được thành lập tháng 8 năm 1992, ban đầu trường có tên là: Trường cấp II Năng khiếu Đồng Hỷ, đây là trường cấp II Năng khiếu thứ hai của tỉnh Thái Nguyên. Đến năm học 1997-1998 thực hiện Nghị quyết TW 2 khóa VIII, trường chuyển sang mô hình đại trà và đổi tên thành Trường THCS Chùa Hang II.
Ngày đầu thành lập trong điều kiện khó khăn, trường phải học nhờ trường cấp III vừa học vừa làm huyện Đồng Hỷ trong một không gian chật hẹp, sau đó được chuyển về một địa điểm mới tại tổ 7, thị trấn Chùa Hang, huyện Đồng Hỷ, tỉnh Thái Nguyên. Từ một trường có các phòng học và phòng làm việc là 3 dãy nhà cấp 4 được xây dựng từ những năm 1960 đến năm 2015, nhà trường đã có một cơ ngơi tương đối khang trang với đầy đủ các lớp học, phòng học bộ môn, phòng thực hành thí nghiệm, thư viện với hàng nghìn đầu sách, phòng Tin học được nối mạng Internet, phòng học Ngoại ngữ và khu làm việc tương đối đủ trang thiết bị, sân tập thể dục có mái che phục vụ tốt cho giáo dục thể chất của học sinh và các hoạt động thể thao của cán bộ, giáo viên, nhân viên nhà trường.
Năm học đầu tiên 1992-1993 trường chỉ có 85 học sinh với 2 lớp 6 và 2 lớp 7.
Kể từ ngày thành lập trường cho đến năm 2015, trường THCS Chùa Hang II luôn là lá cờ đầu trong ngành Giáo dục huyện Đồng Hỷ. Đội ngũ cán bộ, giáo viên, nhân viên đã và đang công tác tại trường là 68 người, trong đó có 65 thầy cô đạt giáo viên giỏi cấp Huyện, 49 giáo viên giỏi cấp Tỉnh; 4 giáo viên giỏi cấp Quốc gia về các lĩnh vực: phụ trách thư viện; Giáo viên sáng tạo trên nền tảng công nghệ thông tin; Giáo án tích hợp liên môn; Thiết kế bài giảng eLearning với chủ đề "Dư địa chí Việt Nam". Các thế hệ thầy cô giáo của Trường luôn tâm huyết với nghề, miệt mài vận dụng những kinh nghiệm vào giảng dạy. Chất lượng giáo dục là mục tiêu lâu dài xuyên suốt, là chương trình hành động của từng tháng, từng kỳ, là sự trăn trở chiếm mối quan tâm hàng đầu trong công tác quản lý của lãnh đạo nhà trường, trong từng bài giảng của giáo viên. Không phụ lòng các thầy cô, các em học sinh của trường luôn chăm ngoan, học giỏi, ý thức tổ chức kỷ luật tốt, có ý thức phấn đấu, rèn đức luyện tài. 100% các thế hệ học sinh đều xếp loại học lực từ trung bình trở lên trong đó tỷ lệ học sinh khá giỏi hàng năm chiếm trên 95%. Tất cả các em học sinh lớp 9 đều đỗ tốt nghiệp THCS và tiếp tục thi đỗ lớp 10, trong đó có trên 35 % thi đỗ vào học trường THPT Chuyên Thái Nguyên. Với phương châm: Lấy giáo dục toàn diện làm nền tảng, giáo dục mũi nhọn làm trọng tâm. Sau 23 năm (1992 - 2015) xây dựng và trưởng thành các em học sinh của trường đã dành được 3600 giải học sinh giỏi cấp huyện, 1697 giải học sinh giỏi cấp tỉnh và 54 giải học sinh giỏi cấp quốc gia.
Từ khi thành lập đến năm 2015, trường đạt danh hiệu Trường tiên tiến xuất sắc cấp Tỉnh. Nhà trường vinh dự được Nhà nước trao tặng Huân chương lao động hạng Ba, Thủ tướng Chính phủ tặng 2 bằng khen, Bộ GD&ĐT tặng 6 bằng khen và nhiều cờ thi đua xuất sắc, giấy khen do các cấp từ TW đến địa phương trao tặng. Chi bộ nhà trường luôn đạt chi bộ trong sạch vững mạnh trong đó có 8 năm đạt chi bộ Trong sạch Vững mạnh Tiêu biểu. Công đoàn nhà trường luôn đạt Công đoàn vững mạnh xuất sắc được nhận cờ thi đua của Liên đoàn Lao động tỉnh Thái Nguyên và nhiều Bằng khen, giấy khen của Liên đoàn Lao động các cấp, của Công đoàn ngành Giáo dục. Liên Đội THCS Chùa Hang II liên tục là Liên đội Vững mạnh xuất sắc cấp tỉnh, được tặng 1 cờ của TW Đoàn, 4 bằng khen của TW Đoàn và nhiều giấy khen của tỉnh Đoàn, huyện Đoàn.
Năm học 2016 – 2017, trường THCS Chùa Hang II có 561 học sinh/13 lớp, 100% giáo viên đạt chuẩn và trên chuẩn. Sau khi được công nhận Trường đạt chuẩn Quốc gia lần thứ 2 vào năm 2016, nhà trường đã tiếp tục thực hiện hiệu quả các cuộc vận động và phong trào thi đua của ngành bằng những việc làm thiết thực, đặc biệt là đổi mới phương pháp dạy và học nhằm phát huy tính tích cực, chủ động, sáng tạo của học sinh, từ đó chất lượng giáo dục không ngừng được nâng lên. Trong năm học, trường có gần 100% học sinh giỏi và tiên tiến, có trên 500 giải học sinh cấp huyện, trên 200 giải học sinh giỏi cấp tỉnh; đặc biệt là có 9 em học sinh đạt 11 giải học sinh giỏi cấp quốc gia. Với nhiều thành tích tiêu biểu qua các năm học, trường THCS Chùa Hang II vinh dự là 1 trong 4 đơn vị giáo dục và đào tạo của tỉnh Thái Nguyên được tặng Cờ Thi đua của Chính phủ.
Kể từ tháng 1 năm 2018, trường không còn được quản lí bởi phòng GD & ĐT huyện Đồng Hỷ và trường chính thức được quản lí bởi phòng GD & ĐT thành phố Thái Nguyên cùng các trường THCS: THCS Chùa Hang I, THCS Linh Sơn, THCS Huống Thượng theo Nghị quyết số 422/NQ-UBTVQH14 do Uỷ ban Thường vụ Quốc hội ban hành kể từ ngày 18 tháng 8 năm 2017. Theo đó, chuyển thị trấn Chùa Hang thuộc huyện Đồng Hỷ về thành phố Thái Nguyên quản lý và thành lập phường Chùa Hang trên cơ sở toàn bộ 3,02 km² diện tích tự nhiên và 10.948 người của thị trấn Chùa Hang.

## Thành tựu
Tính đến năm 2015, trường THCS Chùa Hang II là trường THCS đầu tiên trong huyện Đồng Hỷ có tỉ lệ 100% học sinh đỗ tốt nghiệp THCS với tỉ lệ học sinh khá giỏi hàng năm chiếm trên 95%. Có 65 thầy cô đạt giáo viên dạy giỏi cấp Huyện, 49 giáo viên giỏi cấp Tỉnh; 4 giáo viên giỏi cấp Quốc gia về các lĩnh vực: phụ trách thư viện; Giáo viên sáng tạo trên nền tảng công nghệ thông tin; Giáo án tích hợp liên môn; Thiết kế bài giảng eLearning với chủ đề "Dư địa chí Việt Nam". Trường còn đạt danh hiệu Trường tiên tiến xuất sắc cấp Tỉnh. Nhà trường vinh dự được Nhà nước trao tặng Huân chương lao động hạng Ba, Thủ tướng Chính phủ tặng 2 bằng khen, Bộ GD&ĐT tặng 6 bằng khen và nhiều cờ thi đua xuất sắc, giấy khen do các cấp từ TW đến địa phương trao tặng. Chi bộ nhà trường luôn đạt chi bộ trong sạch vững mạnh trong đó có 8 năm đạt chi bộ Trong sạch Vững mạnh Tiêu biểu. Công đoàn nhà trường luôn đạt Công đoàn vững mạnh xuất sắc được nhận cờ thi đua của Liên đoàn Lao động tỉnh Thái Nguyên và nhiều Bằng khen, giấy khen của Liên đoàn Lao động các cấp, của Công đoàn ngành Giáo dục. Liên Đội THCS Chùa Hang II liên tục là Liên đội Vững mạnh xuất sắc cấp tỉnh, được tặng 1 cờ của TW Đoàn, 4 bằng khen của TW Đoàn và nhiều giấy khen của tỉnh Đoàn, huyện Đoàn.
Năm 2016, trường có 100% giáo viên đạt chuẩn và trên chuẩn và được công nhận Trường đạt chuẩn Quốc gia lần thứ 2. Cùng năm, trường có gần 100% học sinh giỏi và tiên tiến, có trên 500 giải học sinh cấp huyện, trên 200 giải học sinh giỏi cấp tỉnh; đặc biệt là có 9 em học sinh đạt 11 giải học sinh giỏi cấp quốc gia. Trường THCS Chùa Hang II cũng vinh dự là 1 trong 4 đơn vị giáo dục và đào tạo của tỉnh Thái Nguyên được tặng Cờ Thi đua của Chính phủ.

## Bài hát truyền thống
- Về lại trường xưa[7]